# Бажанов, Борис Георгиевич
Бори́с Гео́ргиевич Бажа́нов (9 августа 1900, Могилёв-Подольский — 30 декабря 1982, Париж) — советский партийный работник, редактор и издатель. Технический сотрудник аппарата ЦК ВКП(б) (1923—1927). Перебежчик. Получил широкую известность благодаря книге «Воспоминания бывшего секретаря Сталина», выпущенной им в Париже в 1930 году, после побега из СССР в 1928 году.

## Биография
Родился в семье врача. Летом 1918 года окончил гимназию, а в сентябре отправился продолжать учёбу в Киевском университете на физико-математическом факультете, где проучился недолгое время — в том же году университет был закрыт. В том же 1918 году во время расстрела студенческой демонстрации против закрытия университета был ранен, после чего вернулся выздоравливать в родной город. В 1919 году вступил в РКП(б), как вспоминал он сам: «здесь, в моей провинциальной действительности, у меня был только выбор между украинским национализмом и коммунизмом. Украинский национализм меня ничуть не привлекал — он был связан для меня с каким-то уходом назад с высот русской культуры, в которой я был воспитан».
Затем учился на химическом факультете в Московском Высшем техническом училище (с 1920), однако учёбу не завершил. По собственному свидетельству Бажанова, вместе с ним там работал(?) брат Моисея Марковича Володарского Александр Володарский, направивший работать Бажанова в ЦК РКП(б).

### Государственно-партийная деятельность
В 1922 году поступил на работу в Организационно-инструкторский отдел ЦК РКП(б), которым заведовал тогда Л. М. Каганович, где занимался подготовкой выступлений и статей для Кагановича. В своих мемуарах утверждал, что являлся автором нового Устава ВКП(б) и Справочника партийного работника. Эти утверждения разоблачил историк Ю.В. Емельянов: решение об очередном новом уставе партии было принято не в мае 1922 года на Политбюро якобы с подачи 22-летнего Бажанова, а на XI съезде партии (март – апрель 1922 г.). Предыдущие новые уставы, а не изменения к уставу 1903 года,  принимались на VI съезде партии 1917 года и на VIII партийной конференции 1919 года.  
С 1923 года секретарь Оргбюро ЦК. Писатель Ю. С. Семёнов утверждал, что в его беседе с Л. М. Кагановичем тот свидетельствовал: «Это я рекомендовал товарищу Сталину Бажанова. Он был хорошим молодым человеком, но потом попал под влияние зиновьевцев, поэтому и удрал…»)
9 августа 1923 года был назначен помощником И. В. Сталина по делам Политбюро (иногда говорят «личным секретарём», но это — неофициальное название должности), и секретарём Политбюро. Последнюю должность до него исполняла М. И. Гляссер, личный секретарь Ленина. Эти должности — технические, исполняя их, сам Бажанов не принимал никаких ответственных государственных или политических решений, он просто протоколировал заседания, после чего протоколы подписывал И.В. Сталин как генеральный секретарь ЦК. По работе Бажанов был информирован о многом происходившем в высших эшелонах власти. Вот как сам Бажанов описывал свою работу:

Работа секретаря Политбюро требует многих качеств. Секретарствуя на заседаниях, он не только должен прекрасно понимать суть всех прений и всего, что происходит на Политбюро; он одновременно должен:
1. внимательно следить за прениями,
2. следить за тем, чтобы все члены Политбюро вовремя были обеспечены всеми нужными материалами,
3. руководить потоком вельмож, вызванных по каждому пункту повестки,
4. вмешиваться в прения всегда, когда происходит какая-нибудь ошибка, забывается, что раньше было уже решено по вопросу что-то иное,
5. делая всё это, успевать записывать постановления,
6. быть памятью Политбюро, давая мгновенно все нужные справки.

Кроме того, присутствуя на заседаниях Политбюро, Бажанов был свидетелем обсуждений, слышал обмен участников устными репликами, их частные мнения, возражения, видел личное отношение членов Политбюро друг к другу, то есть был носителем информации, которая не вошла ни в какие официальные документы. В своих воспоминаниях отмечал, что «в этот год работы в Политбюро пережил большую, быструю и глубокую эволюцию, в которой уже доходил до конца, - из коммуниста становился убежденным противником коммунизма».
С 1926 года редактор «Финансовой газеты», член Высшего Совета по спорту и сотрудник Народного комиссариата финансов СССР.

## Побег из СССР
Как сообщает сам Бажанов, разочаровавшись в идеях коммунизма, он решает бежать из СССР. Организовав себе командировку в Среднюю Азию, 1 января 1928 года он нелегально перешёл персидскую границу и сдался иранским властям. Он не знал, что у СССР и Ирана был тайный договор о взаимной выдаче преступников и перебежчиков. Осознав свою ошибку, Бажанов бежал ещё дальше и нелегально перешёл границу с британской Индией, откуда с помощью английских властей перебрался во Францию.
По его утверждениям, ему удалось избежать нескольких покушений на себя со стороны агентов ОГПУ, получивших из Москвы задание ликвидировать его. Это подтверждается свидетельством Г. С. Агабекова, бывшего в то время резидентом агентуры ОГПУ в Персии, впоследствии ставшего невозвращенцем, а позже — убитым агентами НКВД, опубликовавшим на Западе книгу «ЧК за работой».
О покушении на себя в 1937 году вспоминал: «Какой-то испанец, очевидно, анархист или испанский коммунист, пытался ударить меня кинжалом, когда я возвращался, как каждый вечер, домой, оставив машину в гараже».
Во время советско-финской войны Бажанов предпринимал попытки организации русской армии из советских военнопленных и создал при посредничестве А. П. Архангельского отряд под названием «Русская народная армия», поддерживавший финскую армию и фигурировавший в операции в Ладожской Карелии по ликвидации оказавшихся в окружении советских войск посредством призыва красноармейцев сдаться, однако, согласно исследованию историков, не успевший принять участия в боевых действиях. Дальнейшего развития инициатива Бажанова не получила вследствие быстрого окончания войны.
Накануне Великой Отечественной войны Бажанов встречался с Розенбергом: вероятно, руководитель Восточных территорий Германии изучал возможность использовать Бажанова для создания альтернативного правительства в Советской России.
Бажанов скончался в Париже в 1982 году, похоронен на кладбище Пер-Лашез.

## Воспоминания
Бажанов стал известен на Западе после того, как опубликовал свои мемуары «Воспоминания бывшего секретаря Сталина» (1930). В книге описана система принятия политических решений в СССР в период 1923—1926 годов; развернувшаяся в ЦК борьба за власть между Сталиным, Троцким и Зиновьевым после отхода Ленина от дел и после его смерти; даются характеристики лидеров ЦК, в том числе Сталина, Троцкого, Зиновьева, Каменева, Бухарина, Рыкова, Молотова, Ягоды и других. Некоторые российские историки подвергли критике фактологическую достоверность мемуаров Бажанова.
Впервые эта книга была опубликована на французском языке в Париже в 1930 году и вскоре была переиздана на многих других европейских языках. В 1977 году также в Париже выходит второе издание книги, расширенное и дополненное с учётом событий, которые произошли уже после бегства автора из СССР, в том числе Большой террор, убийство Троцкого, Вторая мировая война, XX съезд КПСС и другие, и позволяющих по-новому взглянуть на факты, описанные в первом издании. Бажанов в предисловии ко второму изданию указывает, что некоторые события и персоналии в первом издании были им намеренно опущены из опасения повредить людям, которые в то время ещё были живы и оставались в СССР. В 1980 году это издание выходит во Франции и на русском языке; в 1990 году его мемуары на волне Перестройки впервые были изданы в СССР.

## Издания воспоминаний
на французском языке
- Bajanov B. Avec Staline dans le Kremlin (фр.). — Paris: Les Éditions de France, 1930.
- J’etais Le Secretaire De Staline. De Cremille. 1977
- Bajanov revele Staline. Gallimard. 1979
- Bazhanov, B. Похищение генерала A. П. Кутепова большевиками: Следственные и политические материалы. — Imp. «Pascal», 1930.

на немецком языке
- Bazhanov, B. Stalin, der rote Diktator (нем.). — P. Aretz, 1931.
- Bazhanov, B. Al servicio de Stalin: El zar rojo de todas las Rusias (исп.). — Ulises, 1931.
- Bašanov, B. Ich war Stalins Sekretär (нем.). — Ullstein, 1933.
- Bazhanov, B. Ich war Stalins Sekretar (Aufl edition) (нем.). — Ullstein, 1977. — ISBN 3550173504.

на английском языке
- Bazhanov, B. Bazhanov and the Damnation of Stalin (англ.). — Ohio University Press[англ.], 1990. — ISBN 0821409484.
- Bazhanov, B. Hokmdarlar: Stalin, Pol Pot, Saddam Husein (англ.). — Iazychy, Baku, 1993. — ISBN 5560012106.

на русском языке
- Бажанов Б. Г. Воспоминания бывшего секретаря Сталина. — Париж: Третья волна, 1980. — 320 с.
- Бажанов Б. Г. Воспоминания бывшего секретаря Сталина. — СП «Софинта», 1990.
- Бажанов Б. Г. Воспоминания бывшего секретаря Сталина. — СПб.: Всемирное слово, 1992. — 311 с. — ISBN 5-86442-004-2. (копия 1, [lib.ru/MEMUARY/BAZHANOW/stalin.txt копия 2])
- Бажанов Б. Г. Воспоминания бывшего секретаря Сталина. — Терра, 1993. — ISBN 5300012785.
- Бажанов Б. Г. Воспоминания бывшего секретаря Сталина / Автор предисловия В. А. Шестаков. — III тысячелетие, 2002. — 303 с. — ISBN 5864420042.
- Бажанов Б. Г., Кривицкий В. Г., Орлов А. М. Ягода: Смерть главного чекиста. — М.: Алгоритм, 2013. — 239 с. (Вожди Советского Союза) ISBN 978-5-4438-0217-6
- Бажанов Б. Г. Я был секретарём Сталина. — М.: Алгоритм, 2014. — 303 с. — ISBN 978-5-4438-0621-1.
- Бажанов Б. Г. Борьба Сталина за власть: Воспоминания личного секретаря. — М.: Алгоритм, 2017. — 303 с. — (Мемуары под грифом «Секретно»). — ISBN 978-5-906979-16-2. — 1500 экз.
- Бажанов Б. Г. Воспоминания бывшего секретаря Сталина / Под ред. Л. М. Суриса. — М.; Берлин: Директ-Медиа, 2018. — 356 с. — ISBN 978-5-4475-8690-4.